# Hermann Hofmann (Journalist)
Hermann Hofmann (* 7. Januar 1850 in Thüringen; † 8. Januar 1915 in Hamburg) war ein deutscher Journalist.

## Leben und Wirken
Hermann Hofmann schrieb als gelernter Jurist ab 1879 als politischer Redakteur für die Hamburger Nachrichten. Emil Hartmeyer, dem die nationalliberale Zeitung gehörte, vermittelte Otto von Bismarck, den er 1888 kennengelernt hatte, einen Kontakt zu seinem Redakteur. Hofmann äußerte sich erstmals im Rahmen der Battenberg-Affäre gezielt positiv über Bismarck. Nachdem Kaiser Wilhelm II. Bismarck das Vertrauen entzogen hatte, was diesen zutiefst verbitterte, suchte Bismarck nach einem Presseorgan, mit dem er verlässlich zusammenarbeiten konnte. Dabei hatte der entlassene Reichskanzler früh die wachsende Bedeutung dieses Mediums erkannt. Hartmeyer und Hoffmann, die dem Motto „Furchtlos und treu!“ folgte, erklärten sich hierzu in vollem Umfang bereit.
Im April 1890 reiste Hofmann erstmals zu Bismarcks Wohnsitz in Friedrichsruh. In der Folgezeit führte er mit dem Altkanzler mehr als einhundert Vieraugengespräche. Der Journalist protokollierte diese pflichtbewusst und publizierte sie sorgsam aufbereitet in den Hamburger Nachrichten. Dabei befolgte er zuverlässig den Anweisungen Bismarcks und dessen Sekretariats. Da es sich um politisch bedeutende Informationen handelte, griffen wichtige in- und ausländische Blätter die Berichte oftmals auf. Bismarck vertraute Hofmann Informationen aus sämtlichen Bereichen an. Dazu gehörten die angespannten Beziehungen zwischen dem Parlament und dem Kaiser, aber auch heikle außenpolitische Konflikte. Dabei verriet er auch Staatsgeheimnisse wie den Rückversicherungsvertrag zwischen dem Deutschen und dem Russischen Reich. Dieser Beitrag erschien am 24. Oktober 1896 unter dem Titel „Fürst Bismarck und Russland“.
Hofmann hätte ein bedeutender und einflussreicher Journalist werden können, scheiterte jedoch. Er überschuldete sich aus nicht dokumentierten Gründen. Während er seiner Frau vorwarf, hierfür verantwortlich zu sein, sagte diese, dass ihr Mann genusssüchtig sei, moralisch verwerfliche Dinge tue und „verderblichen Neigungen“ nachgehe. Bismarck und Hartmeyer erkannten Hofmanns Bedeutung und zahlten ihm wiederholt vergleichsweise hohe Geldbeträge. Trotzdem musste der Journalist 1895 die Vermögensauskunft ablegen. Sein Verleger riet ihm, sich von seiner Ehefrau zu trennen. Diese emigrierte daraufhin mit der einzigen Tochter in die Schweiz. Hofmann verkaufte sein Haus in Hamburg und lebte danach in einem Hotel in Reinbek; ein Großteil seiner Einkünfte wurde verpfändet.
Um seine finanzielle Situation zu verbessern, schrieb Hofmann danach mitunter unter dem Pseudonym „Hamburger Geschäftsmann“ für andere Blätter über Bismarck, der dies nicht genehmigt hatte. Als der Altkanzler dies realisierte, drohte er Hofmann, die bevorzugte Zusammenarbeit zu beenden. Hofmann blieb daher mit den anonymen Beiträgen sehr zurückhaltend und unterließ konsequent eigene Meinungsäußerungen, die seine Stelle hätten gefährden können. Der Kontakt zwischen Hofmann und Bismarck bestand lebenslang. Nach dem Tod Bismarcks 1898 berichtete Hofmann als erster anwesender Journalist realistisch von den Begleitumständen des Todes in Friedrichsruh. Die Kontakte zur Familie, die Hofmann für ihre Zwecke einband, bestanden auch danach fort.
Mit dem Tod Herbert von Bismarcks 1904 verlor Hofmann seine letzte wesentliche Informationsquelle. Somit ging seine Bedeutung für die Hamburger Nachrichten zurück. Im Dezember 1907 musste er die Leitung der politischen Redaktion abgeben. Aufgrund der prekären finanziellen Lage veröffentlichte er 1913 Mitschriften seiner Gespräche mit Bismarck und daraus abgeleitete Artikel. Das Werk erschien in drei Bänden unter dem Titel „Fürst Bismarck 1890–1898“. Das Buch wurde ein großer Erfolg, verbesserte jedoch Hofmanns Situation nicht, da er anfangs sämtliche Einnahmen seinem Verleger zugesagt hatte. Das Werk gilt heute als wichtige, aber auch kritisierte Quelle.
Hermann Hofmann starb völlig mittellos Anfang 1915 in Hamburg.